# Meconopsis zangnanensis
Meconopsis zangnanensis är en vallmoväxtart som beskrevs av Li Hua Zhou. Meconopsis zangnanensis ingår i släktet bergvallmor, och familjen vallmoväxter. Inga underarter finns listade i Catalogue of Life.